# Straka Gábor
Straka Gábor (Dunaszerdahely, 1981. december 18. –) szlovákiai magyar labdarúgó.

## Sikerei, díjai
- FC Petržalka
  - Szlovák bajnok: 2007–08